# العويسية (الديس)
'

تعديل مصدري - تعديل

العويسية هي إحدى قرى عزلة الديس بمديرية الديس التابعة لمحافظة حضرموت، بلغ تعداد سكانها 146 نسمة حسب تعداد اليمن لعام 2004.